# Picramnia oreadica
Picramnia oreadica är en tvåhjärtbladig växtart. Picramnia oreadica ingår i släktet Picramnia och familjen Picramniaceae.

## Underarter
Arten delas in i följande underarter:
- P. o. oreadica
- P. o. penduliflora